# Királyhalma
Királyhalma (románul: Crihalma vagy Craihalma, németül: Königsberg, szász nyelven Kenegsbarich) falu Romániában, Erdélyben, Brassó megyében.

## Fekvése
Fogarastól 31 km-re északkeletre, az Olt jobb partján fekszik.

## Története
1396-ban Kyralhalma, 1536-ban Kwnigsperg néven említették. Nevét valószínűleg egy közeli dombról kapta, amelyen a 13–14. században vár is állt. A középkorban szász vagy magyar jobbágyfalu volt, de 1421-ben, egy török betörés alkalmával elpusztult. Később románokkal települt újra. A 16–19. században a Petki család birtoka volt. Felsőfehér vármegyéhez, 1876-tól pedig Nagyküküllő vármegyéhez tartozott.
Az utóbbi években jelentős hírnevet szerzett hagyományos leánytáncával és annak zenéjével.

## Népessége
- 1850-ben 844 lakosából 791 volt román és 48 cigány nemzetiségű; 840 ortodox vallású.
- 2002-ben 721 lakosából 448 vallotta magát román és 264 cigány nemzetiségűnek; 658 ortodox és 55 pünkösdista vallásúnak.